# Kuivasaari (ö i Södra Savolax, Pieksämäki, lat 61,94, long 27,66)
Kuivasaari är en ö i Finland. Den ligger i sjön Sääksjärvi och i kommunen Jockas i den ekonomiska regionen  Pieksämäki ekonomiska region  och landskapet Södra Savolax, i den södra delen av landet, 240 km nordost om huvudstaden Helsingfors. Öns area är 2,6 hektar och dess största längd är 240 meter i öst-västlig riktning.